# Нафтова ванна
Нафтова ванна (рос. нефтяная ванна; англ. oil bath, oil patch, нім. Erdölbad n) — спосіб ліквідації прихоплення бурового інструмента внаслідок прилипання до стінки стовбура свердловини, суть якого полягає в нагнітанні легкої, малов'язкої безпарафінистої нафти в інтервал прихоплення.